# Johann Heinrich Schulze

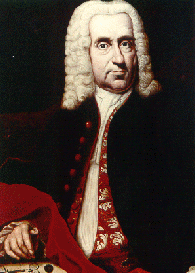
Johann Heinrich Schulze

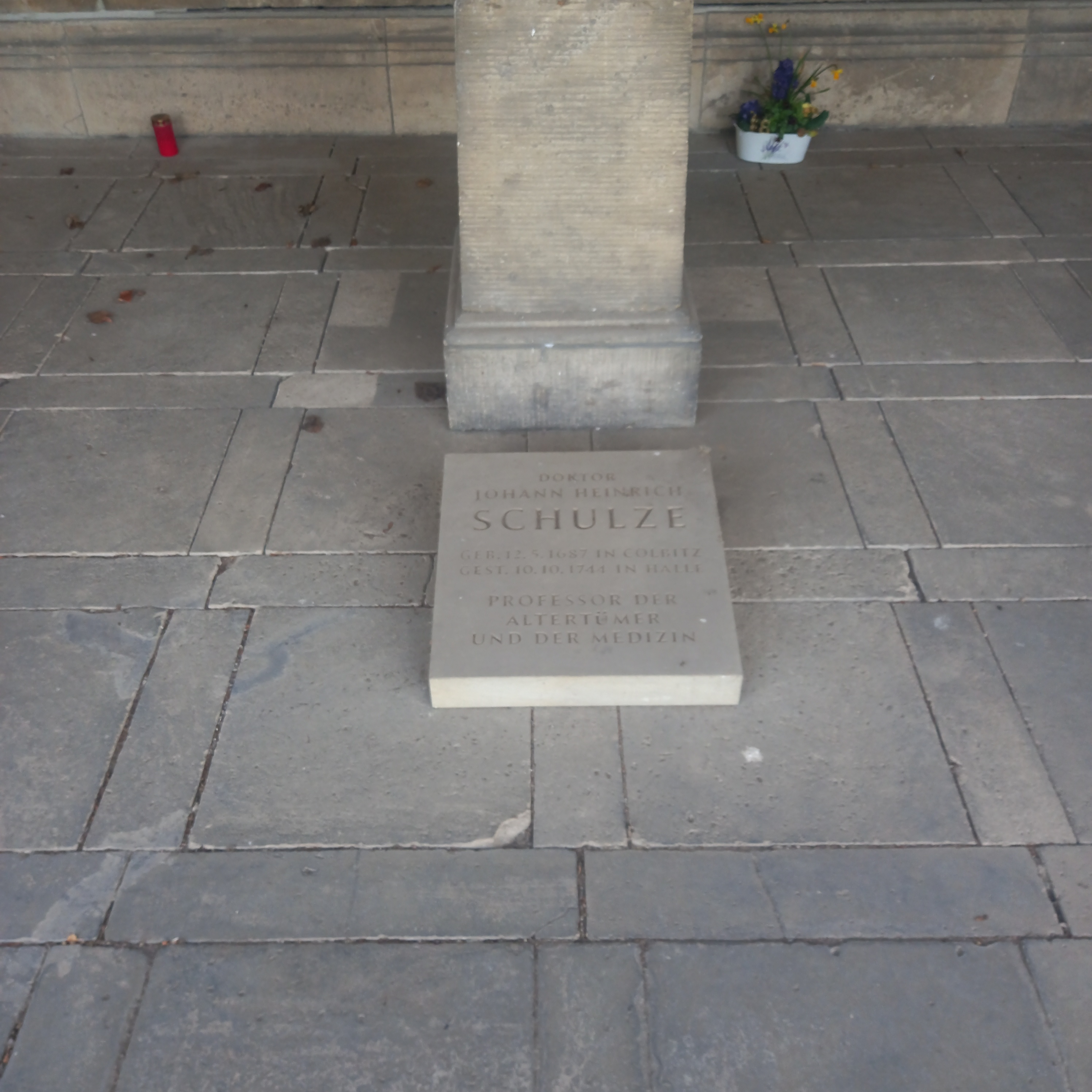
Das Grab von Johann Heinrich Schulze auf dem Stadtgottesacker in Halle (Saale)

Johann Heinrich Schulze (* 12. Mai 1687 in Colbitz; † 10. Oktober 1744 in Halle (Saale)) war ein deutscher Universalgelehrter. Er ist Entdecker der Lichtempfindlichkeit von Silbersalzen und zählt zu den hervorragendsten Wissenschaftlern zu Zeiten der Gründung der Academia Fridericiana Halensis.

## Leben
Johann Heinrich Schulze wurde am 12. Mai 1687 in Colbitz als Sohn eines Schneiders geboren. Er wurde schon früh Halbwaise und erhielt von 1697 bis 1704 seine Schulausbildung im Waisenhaus des August Hermann Francke, der Franckeschen Stiftung. Von 1704 bis 1717 studierte er an der Friedrichs-Universität Halle Medizin, Chemie, Philosophie und Theologie.
Im Zeitraum von 1720 bis 1732 war er Professor an der Universität Altdorf und danach bis 1744 an der Universität Halle. In Halle hatte er vor allem die Professur der Altertümer inne, dazu kam eine Anwartschaft auf die nächste freiwerdende Stelle in der Medizinischen Fakultät. Diese Professur konnte er erst nach mehreren Jahren Wartezeit  antreten. Seine bedeutendste Leistung ist darin zu sehen, dass er die Geschichtsschreibung der Medizin begründete. Seinen Studenten, zu denen auch Johann Joachim Winckelmann gehörte, erläuterte er die Textausgaben antiker Autoren. Schulze gilt als ein bedeutender Numismatiker des 18. Jahrhunderts. Sein Münzkabinett nutzte er für die akademische Lehre. Diese Sammlung bildet heute den Grundstock des Archäologischen Museums der Martin-Luther-Universität Halle-Wittenberg und ist weitgehend erhalten.
Schulze heiratete im Jahr 1719 Johanna Sophie Corvinus in Colbitz. Er ist der Vater von Johann Ludwig Schulze (1734–1799). Schulze verstarb am 10. Oktober 1744 in Halle. Er wurde auf dem halleschen Stadtgottesacker bestattet. Sein Grab befindet sich im Gruftbogen 85.

## Entdeckung der Lichtempfindlichkeit der Silbersalze
Schulze hatte ein Glasfläschchen mit Scheidewasser auf ein von der Sonne beschienenes Fensterbrett gestellt. Es trat eine Verfärbung des Scheidewassers ein. Diese hing damit zusammen, dass das Scheidewasser schon vorher benutzt worden war und somit etwas Silbernitrat enthielt. Durch Experimente versuchte er, den Grund der Verfärbung zu finden. Unklar war, ob diese auf die Wärmestrahlung oder auf das Licht der Sonne zurückzuführen sei. Als Schulze 1717 Silbernitrat in einem Ofen erhitzte, stellte er fest, dass sich dieses nicht verdunkelte. Somit konnte er Wärme als Auslöser für die Verdunkelung ausschließen. Als er eine Glasflasche, die Silbernitrat enthielt, teilweise lichtundurchlässig abklebte und dem Sonnenlicht aussetzte, verfärbten sich nach einiger Zeit nur die nicht abgedeckten Bereiche. Die bedeckten Bereiche blieben unverändert. Mit diesen Experimenten wies er eindeutig nach, dass Silbersalze lichtempfindlich sind.
Schulze publizierte im Jahr 1719 seine Ergebnisse in der Bibliotheca Novissima Oberservationum ac Recensionum unter dem Titel Scotophorus pro phosphoro inventus, seu experimentum curiosum de effectu radiorum solarium. Ein Nachdruck unter demselben Titel erfolgte im Jahr 1727 in den Acta physico-medica der Leopoldina.
Charles-François Tiphaigne de la Roche (1722–1774) griff 1760 diese Entdeckungen in seinem Roman Giphantie (der Titel ist ein Anagramm seines Namens) auf, um sie als Möglichkeit zu beschreiben, damit Photographie zu betreiben.
Josef Maria Eder, der auf diese Entdeckung Schulzes im Jahr 1913 in einer Veröffentlichung hinwies, kannte nur den Nachdruck von 1727.

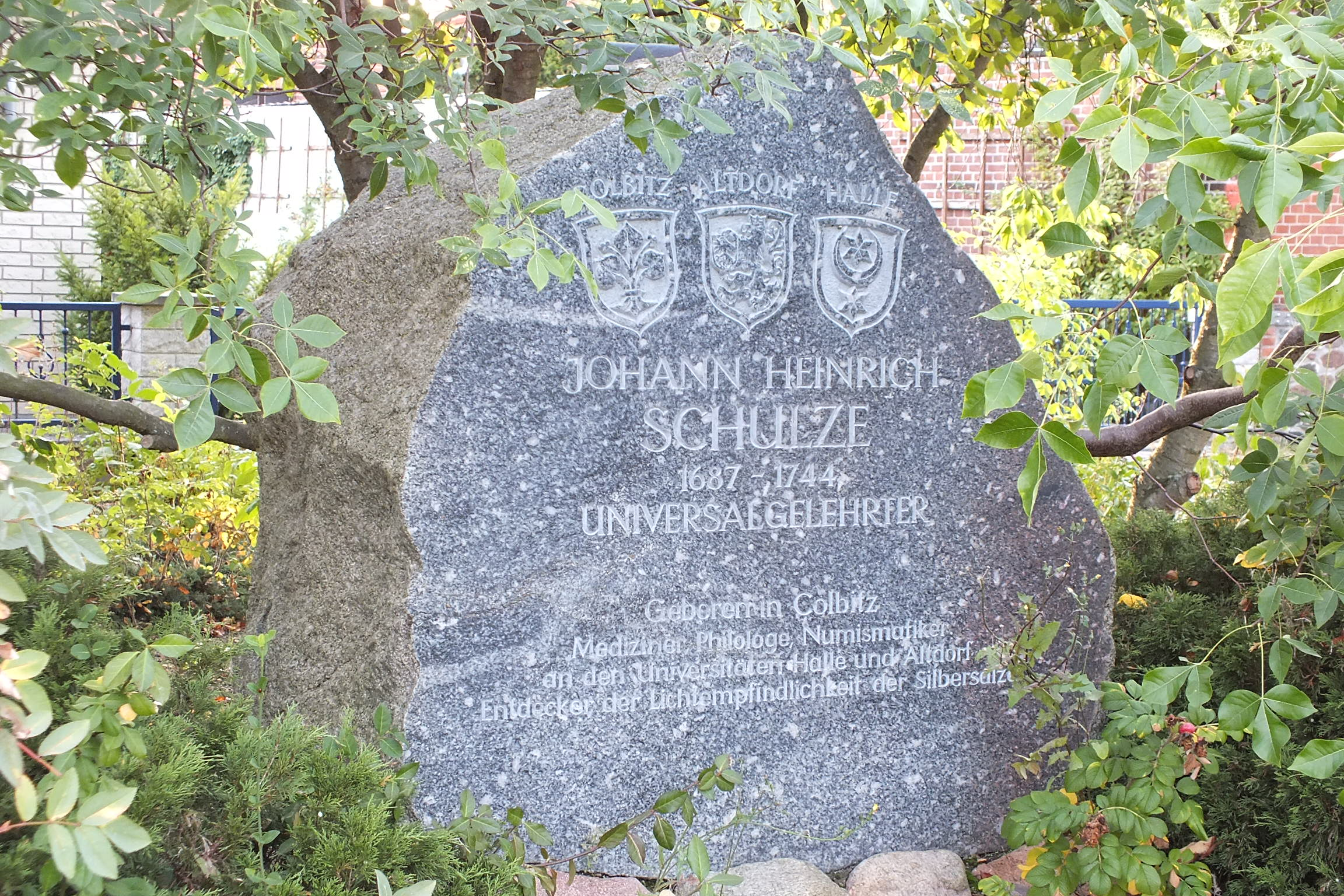
Gedenkstein für Johann Heinrich Schulze in Colbitz

## Ehrungen
Am 27. August 1721 wurde Johann Heinrich Schulz mit dem akademischen Beinamen Alcmaeon zum Mitglied (Matrikel-Nr. 354) der Leopoldina gewählt.
Im Dezember 1738 wurde er Ehrenmitglied der Russischen Akademie der Wissenschaften in Sankt Petersburg. Seit 1960 ist er Namensgeber für die Schulze Cove in der Antarktis. Die hallesche Bildhauerin Heidi Wagner-Kerkhof schuf 1979 eine bronzene Gedächtnismedaille.

## Schriften
- Scotophorus pro phosphoro inventus: seu experimentum curiosum de effectu radiorum solarium. In: Bibliotheca Novissima observationum et recensionum. Ed. J. Chr. Franck, Sectio V, Nr. VII. Halae Magdeburgicae 1719, S. 234–240 (Digitalisierte Ausgabe und Ausgabe mit deutscher Übersetzung: Die Entdeckung eines "Dunkelbringers" anstelle eines "Lichtbringers".)
- Scotophorus pro phosphoro inventus, seu experimentum curiosum de effectu radiorum solarium. In: Acta physico-medica, Leopoldina Band 1, 1727, S. 528–532.
- Historia medicinae. A rerum initio ad annum urbis Romae DXXXV deducta ; acced. tabulae aeneae, chronologica et indices copiosi / studio Io. Monath, Lipsiae 1728
- Johann Heinrich Schultzens Abhandlung von der Stein-Chur durch innerliche Artzeneyen überhaupt und insonderheit von der neulich bekannt gewordenen Englischen. Franckfurt 1740 (Digitalisierte Ausgabe der Universitäts- und Landesbibliothek Düsseldorf)
- Joh. Heinr. Schulzens chemische Versuche. Waysenhaus, Halle 1745 Digitalisierte Ausgabe der Universitäts- und Landesbibliothek Düsseldorf
- Io. Henrici Schulzii theses de materia medica. Herausgeber: Christoph Strumpff. Halae : Orphanotropheus, 1746 Digitalisierte Ausgabe der Universitäts- und Landesbibliothek Düsseldorf